# 이호성 (배우)
이호성(1953년 ~ )은 대한민국의 배우이다.

## 생애
1977년 연극배우로 첫 데뷔하였다.

## 학력
- 전주예술고등학교 졸업
- 중앙대학교 신문방송대학원 언론학 석사 졸업

## 출연작

### 영화
- 2014년 《울언니》 ... 강 원장 역
- 2013년 《숨바꼭질》 ... 형사 역
- 2009년 《걸프렌즈》 ... 아빠 역 (우정출연)
- 2009년 《정승필 실종 사건》 ... 승필 부 역
- 2007년 《우리에게 내일은 없다》 ... 대리운전 사장 역
- 2006년 《해바라기》 ... 웰빙 사장 역
- 2006년 《생날선생》 ... 나이트클럽 웨이터 1 역
- 2006년 《카리스마 탈출기》 ... 한수 부 역
- 2005년 《간 큰 가족》 ... 경찰 2 역
- 2005년 《연애술사》 ... 비웃는 모텔 조바 역
- 2004년 《여고생 시집가기》 ... 온달 부 역
- 2003년 《황산벌》 ... 김춘추 역
- 2002년 《아 유 레디?》 ... 엔터테이너 역
- 2001년 《헤라 퍼플》
- 2000년 《구멍》 ... 파티 호스트 역
- 1999년 《인정사정 볼 것 없다》 ... 엄현수 역 (우정출연)
- 1997년 《초록 물고기》 ... 큰 형 역
- 1996년 《진짜 사나이》 ... 빨강 역
- 1995년 《개 같은 날의 오후》 ... 장춘식 역
- 1991년 《테레사의 연인》(특별출연)
- 1991년 《서울, 에비타》
- 1990년 《마유미》 ... 이순철 역
- 1987년 《바람부는 날에도 꽃은 피고》

기획
- 1999년 《러브》
- 1998년 《바이 준》
- 1997년 《똑바로 살아라》
- 1997년 《일팔일팔》
- 1996년 《돼지가 우물에 빠진 날》

각본
- 1994년 《선유락》

### 드라마
- 2021년 MBC 《두 번째 남편》... 배달봉 역
- 2011년 TV도쿄 《KARA의 이중생활》... 박 사장 역
- 2011년 TV조선 《고봉실 아줌마 구하기》 ... 오진철 역
- 2011년 KBS2 《영도다리를 건너다》 ... 김 선장 역
- 2010년 EBS 《어린이 손자병법》 ... 손무 역
- 2009년 MBC 《탐나는도다》 ... 할아방 역
- 2008년 KBS2 《최강칠우》 ... 진상군 역
- 1996년 KBS2 《원지동블루스》
- 1995년 SBS 《째즈》... 손용기 역
- 1994년 SBS 《사랑은 없다》
- 1988년 KBS1《조선백자 마리아상》

### 연극
- 2010년 《한번만 더 사랑할 수 있다면》
- 2010년 《33개의 변주곡》
- 2009년 《우리, 테오와 빈센트 고흐》
- 2008년 《늙은 부부 이야기》
- 2007년 《오픈커플》
- 2006년 《옥수동에 서면 압구정동이 보인다》
- 2004년 《갈매기》
- 1999년 《20세기 대표작가 연극제 - 우체국》
- 1993년 《살아있는 이중생 각하》

### 라디오 프로그램
- 2014년 EBS FM 《EBS 책 읽는 라디오 낭독 시리즈》